# آنی کالایجیان
آنی کالایجیان ( انگلیسی: Ani Kalayjian؛  ) روان‌شناس، پرستار و مؤلف ارمنی‌تبار اهل ایالات متحده آمریکا است.

## زندگی‌نامه
وی در سوریه به دنیا آمد. وی یکی از هفت فرزند دیرامایر زابل کالایجیان و گئورک کالایجیان است. در سال ۱۹۶۰ وی همراه با خانواده‌اش از سوریه به ایالات متحده آمریکا مهاجرت نمود. وی از نوادگان بازماندگان نسل‌کشی ارمنی‌ها می‌باشد. وی از دانشگاه کلمبیا فارغ‌التحصیل گشت. 

## تالیفات
- Forget Me Not: 7 Steps for Healing Our Body, Mind, Spirit, and Mother Earth